# Kevin Scarce
Kevin John Scarce (4 de maio de 1952) é um oficial aposentado da Marinha Real Australiana e ex-governador do Estado da Austrália Meridional. Foi eleito em 8 de agosto de 2007 e seu governo durou de agosto de 2007 a agosto de 2014.